# Duela Dent
Duela Dent è un personaggio immaginario dell'Universo DC. È un ex membro della Suicide Squad, dei Teen Titans e della loro controparte, i Titans East. Introdotta sotto il nome di La Figlia del Joker, utilizzò anche gli alias Catgirl, la figlia di Catwoman, Scarecrone, la figlia dello Spaventapasseri, la Figlia dell'Enigmista, la figlia del Pinguino, la Carta Regina e Harlequin.

## Biografia del personaggio

### Pre-Crisi
Duela Dent comparve per la prima volta come La Figlia del Joker nella serie a fumetti Batman Family. Ottenne l'attenzione di Robin (Dick Grayson), e successivamente disse di essere figlia di Catwoman, dello Spaventapasseri, dell'Enigmista e del Pinguino. Dedusse l'identità segreta di Robin e lui le rivelò che lei era Duela Dent, la figlia di Due-Facce.
Duela disse di voler far parte dei Teen Titans per espiare i crimini di suo padre; tuttavia, non tutti i membri dei Titans erano d'accordo su questa decisione. In Teen Titans n. 48, cambiò nome in Harlequin. Come Harlequin, Duela utilizzava dei gimmick come polvere induttrice di fumo e rossetti spara proiettili.
Dopo che la serie Teen Titans fu cancellata, finì per saltare fuori nei fumetti di Batman, autonominandosi Carta Regina mentre si infiltrava in un'organizzazione chiamata MAZE.
La sua ultima comparsa pre-Crisi fu in Tales of the Teen Titans n. 50, come ospite al matrimonio di Donna Troy dove comparve come una matrona di mezza età. Dick Grayson si rese conto che era troppo vecchia per essere la figlia di Due-Facce; lei scomparve prima che lui potesse continuare sull'argomento.

### Post-Crisi
Delirante e schizofrenica, la misteriosa Harlequin fece dentro e fuori dagli istituti psichiatrici per molti anni. Acrobata in possesso di numerosi gadget "clowneschi", si fece chiamare Duela Dent, lasciando ignota la sua vera identità e si alleò con i Titans.
La sua prima comparsa significativa post-Crisi avvenne nel fumetto Team Titans, nei panni di una paziente anziana di un manicomio. Gli scrittori del fumetto originale volevano che Harlequin fosse una viaggiatrice temporale membro dei Team Titans divenuta pazza dall'esperienza del viaggio nel tempo. Tuttavia, a causa della cancellazione della serie, i piani per lei furono abortiti. Il numero finale di Team Titans sollecitò una storia non esistente per Team Titans n. 25 e fornì un commento sulla cancellazione della serie. Nella sollecitazione, Duela rubò un dispositivo di alterazione della realtà e riportò New York City alla fine degli anni '70. La comparsa di Duela in Team Titans ora era un glitch temporale causato dall'Ora Zero.
Ricomparsa alla sua vera età, Harlequin fu di aiuto ai Titans durante la serie JLA/Titans: Technis Imperative, in cui il sistema automatizzato di Cyborg cercò tutti gli alleati dei Titans, passati e presenti. Anche se si trovava in un istituto per malati mentali, Duela fu salvata da Cyborg e aiutò a battere la Justice League per l'anima di Cyborg. Nella serie, fu descritta come un'ex alleata dei Titans. Duela quindi ebbe un breve cameo in Titans Secret Files and Origins n. 1, insistendo su chiunque ascoltasse che i Titans la avrebbero contattata presto per farla entrare nella squadra. Nella storia, affermò anche di essere la figlia di Doomsday.
La comparsa successiva di Duela fu in Titans Secret Files and Origins n. 2, in una storia di rinforzo in cui il cugino odioso di Gar, Matt, aveva un'audizione per entrare nella nuova branca della Costa Ovest dei Titans, i Titans L.A.. Harlequin irruppe nell'incontro diventato festa con un piccolo gruppo di criminali, inclusi i nemici di Beast Boy, Fear e Loathing, semplicemente perché non era stata invitata. Flamebird e Terra la sconfissero e la riportarono all'istituto mentale Helping Hous Mental Institution in Industry, California. Come conobbe i criminali con i quali irruppe alla festa è ignoto. Nello stesso fumetto, una parte affermò che le sue conferme sulla sua paternità furono smentite tranne una; non ci furono altre informazioni.
In una breve storia contenuta in Teen Titans/Outsiders Secret Files and Origins n. 2, Duela socializzò con numerosi criminali nel loro satellite segreto, il loro quartier generale, e fece numerose affermazioni riguardo alla sua paternità, tutte quante smentite dai criminali li presenti (affermò che era stata resuscitata da un Pozzo di Lazzaro e che sua madre potrebbe essere la criminale).
Duela ritornò in azione insieme ai TItans che affrontarono Dottor Light Teen Titans vol. 3, e Superboy-Prime in Crisi infinita n. 4 e Teen Titans n. 32. Ricomparve poi in una doppia pagina che fu aggiunta all'edizione raccolta di Crisi Infinita.

#### Un Anno Dopo
Sia la Figlia del Joker che Enigma fecero parte dei Teen Titans durante l'anno perduto. Duela fu membro del gruppo scheggia Titans East, lo scrittore Geoff Johns affermò: "Si. Abbiamo progetti per lei. Tony Daniel fece uno stupefacente riadattamento della figlia del Joker per i Titans East".
In Teen Titans n. 43, Miss Martian e Cyborg arrivarono alla prigione di Belle Reve per interrogare la loro ex compagna di squadra Bombshell, che tradì la squadra. Arrivarono anche Risk e Batgirl e quest'ultima uccise Bombshell tagliandole la gola con un Batarang affilato. Duela ed Enigma tagliarono la corrente alla prigione, permettendo ai detenuti di evadere e attaccare Miss Martian e Cyborg. Durante l'attacco, Enigma disse a Duela: "Aspetta che il caro vecchio papà si occupi di noi!". Le due catturarono e torturarono Raven psicologicamente. Duela rivelò di essersi unita ai Titans East semplicemente perché glielo avevano chiesto. Raven puntualizzò che Duela era sempre stata un'alleata dei Titans e le offrì l'adesione alla squadra. Duela accettò l'invito colpendo Enigma e combattendo con i Titans contro i Titans East. Quando la battaglia terminò, Duela e Batgirl scomparvero.

#### Countdown
Duela comparve nel primo numero di Countdown. Rapì una celebrità adolescente da un locale notturno, per essere fermata poi da Jason Todd. Affermò di provenire da una Terra alternativa. Dopo essere fuggita, Duela fu uccisa da un Monitor che le disse "Questo mondo non è il tuo. La tua presenza in esso non è tollerata. La pena è la morte". Quando gli fu chiesto della morte di Duela, il Joker disse che non aveva mai avuto una figlia. Il Monitor di Nuova Terra suggerì che il padre di Duela era in realtà una versione alternativa del Joker, indicando "Lei non apparteneva...facendo pensare agli altri che lei era la figlia del Joker. Che in quel mondo, le certamente non lo era
". Dan DiDio, editore in comando della DC Comics affermò che la morte di Duela ebbe un effetto a catena su tutta la serie. Nightwing, Robin, Donna Troy, Wonder Girl e Ravager si mossero per investigare sulla morte di Duela, ma la loro investigazione fu tagliata da uno dei Monitor, che diresse la loro attenzione altrove.
In Countdown Presents The Search for Ray Palmer: Crime Society si scoprì che la versione eroica di Terra 3 di Joker, Jokester, era il padre di Duela Dent e che sua madre era Evelyn Dent, Tre-Facce (la versione di Due-Facce di Terra 3). Duela fu cresciuta da Tre-Facce e dal suo patrigno Quizmaster, l'Enigmista di Terra 3, e insieme i tre formarono la Riddler Family. Quando le fu finalmente presentato il suo padre naturale, abbandono i cenni criptici implicando che lei o la sua coscienza slittavano inconsciamente da Terra a Terra, cosa che secondo lei era a fonte della confusione genitoriale. Quando Jokester si unì alla Riddler Family, Duela rivelò di avere una relazione con Talon, la spalla adolescente di Owlman. Il Jokester rinunciò a lei come figlia e Duela se ne andò con Talon poco prima che il Sindacato del crimine prendesse d'assalto il loro appartamento. Quizmaster fu ucciso da Ultraman e il braccio di Tre-Facce fu strappato da Superwoman; il Jokester riuscì a fuggire finché non fu rintracciato e ucciso da Solomon, il Monitor che uccise Duela.

#### The New 52
Nel settembre 2011 The New 52 riscrisse la continuità DC. In questa nuova linea temporale Duela Dent fu reintrodotta in Catwoman n. 23. Il personaggio comparve nel fumetto Villains Month autoconclusivo Batman: The Dark Knight n. 23.4 e, agli inizi del 2014, il personaggio comparve in un altro autoconclusivo. Dopo gli eventi di Batman: Death of the Family, in cui il Joker sembrò cadere verso la propria morte, la sua faccia (che in precedenza era stata tagliata via) fu trovato da una giovane donna psicotica che vive nelle fogne. La donna indossava una maschera fatta di pelle viva, e si fece conoscere come "La Figlia del Joker". La giovane fu ossessionata non solo dal servire il Joker, ma anche di avere la maledizione del suo sangue dentro di lei, solo così poteva esser davvero sua "figlia". Rifiutando di accettare l'apparente morte del Joker, cominciò a fare del male, uccidere e distruggere altre persone e proprietà, al fine di trovarlo e attirare la sua attenzione. Questo la condusse dal Dollmaker che fu responsabile della rimozione del viso del Joker dietro sua richiesta. Dopo aver stretto un patto tra di loro, Dollmaker diede alla Figlia del Joker delle fiale con dentro il sangue di "suo padre", così che potesse iniettarselo nelle vene, e quindi le attaccò chirurgicamente il viso del Joker sul suo. Fallito il tentativo di trovare suo "padre", la Figlia del Joker abbandonò ogni speranza finché non ricevette una nota da qualcuno che affermava di essere il Joker. Durante Batman Eternal, la Figlia del Joker partecipò al piano di massa contro Batman, incluso il tentativo di usare gli spiriti di Arkham per "resuscitare" suo padre nel corpo di Maxie Zeus - solo per vedere convocato invece lo spirito del Diacono Blackfire - e quindi confrontarsi con Batgirl al carnevale dove Joker portò il Commissario Gordon quando sparò a Barbara (come mostrato in Batman: The Killing Joke). Il Joker ritornò poi nella storia Endgame, molto vivo. Con molto sgomento da parte di Harley Quinn, la Figlia del Joker fu reclutata come parte della Nuova Squadra Suicida.
Le critiche e le reazioni da parte dei fan verso questa nuova versione della Figlia del Joker furono miste.

## Parentela criminale
Duela Dent affermò di essere figlia dei seguenti criminali:
- Joker[18]
- Catwoman[19]
- Spaventapasseri[20]
- Enigmista[20]
- Pinguino[20]
- Due Facce[20]
- Doomsday
- Dr. Light
- Punch e Jewelee

Duela fu inizialmente descritta come la figlia di Due-Facce e di sua moglie Gilda Dent. Il creatore Bob Rozakis disse "Non ci volle molto per decidere di chi era figlia. Dopo tutto, l'unico criminale sposato era Due-Facce. Convinsi [l'editore Julius Schwartz e l'editore associato Nelson E. Bridwell, i noti custodi della storica coerenza della DC] che Harvey e Gilda Dent avevano una figlia, che Harvey era deluso perché non erano due gemelli, e che la chiamarono Duela. Rozakis, dopo che gli fu chiesto cosa ne pensasse riguardo alla versione corrente e mentalmente instabile di Duela Dent, che affermava di essere la figlia di più criminali, rispose: "Risi quando lo vidi per la prima volta, ma pensai che stavano sprecando un personaggio. Capì che Marv e compagni non la volevano più intorno e sentirono di poter spiegare il suo allontanamento a causa della continuità, ma potevano semplicemente ignorarla. In realtà, considero Harley Quinn una reincarnazione di Duela".
Si scoprì poi che l'eroe di Terra 3, Jokester era il suo padre biologico e Tre-Facce, Evelyn Dent, era sua madre. Dato che Evelyn se ne andò dal padre di Duela mentre era ancora incinta, egli non fu al corrente dell'esistenza di Duela finché questa non fu adolescente. Come risultato, il patrigno di Duela, Quizmaster, aiutò Evelyn a crescerla. Dopo aver incontrato il Clown Principe del Crimine, Duela cominciò a farsi chiamare la Figlia del Joker, anche se il nome del suo vero padre era Jokester.

## Altre versioni

### Crisi Infinita
In Crisi Infinita n. 6, Alexander Luthor Jr. creò Terre multiple. Su Terra-154, Superman e Batman, insieme ai loro figli Superman Jr. e Batman Jr. (i Super-Figli), radunarono due giovani versioni femminili di Joker ed Enigmista, insieme alla figlia di Lex Luthor, Ardora.

### Kingdom Come
In Kingdom Come, ci fu una nuova Figlia del Joker, identificata sia come Figlia del Joker sia come Harlequin nelle note della serie e secondo Alex Ross.
Il supplemento di Kingdom Come Revelations aggiunse: "Insieme all'apparente influenza di Batman sugli altri perché seguano il suo stile, così il Joker ha ispirato altri che seguano il suo stile clownesco e caotico. La Figlia del Joker originale (che in realtà si scoprì essere la figlia di Due-Facce) era un ex membro dei Teen Titans e non ebbe alcuna relazione diretta con questa nuova versione di "ragazza ribelle", né esiste una vera relazione famigliare con il Joker".
La Figlia del Joker II fu modellata su Jill Thompson, un'artista/scrittrice; Thompson vive a Chicago, proprio come Alex Ross. Austin Loomis aggiunse che Thompson disegnò occasionalmente sé stessa in alcune storie che ella stessa illustrò per la Vertigo.
Si può notare lungo tutta la serie quanto questa Figlia del Joker II sia sempre piuttosto cupa e seria, esattamente l'opposto del significato del suo nome, ed un altro esempio del tema scontro generazionale di Kingdom Come. Dopo la morte di Von Bach, Ex1Machina fece notare che la Figlia del Joker II si sottopose ad un drastico cambiamento d'immagine, con una lacrima tatuata sotto l'occhio. Lei è una dei pochi personaggi a sopravvivere alla battaglia alla fine del fumetto. Ricomparve poi in The Kingdom: Offspring n.1.

### Tangent Comics
Una versione femminile del Joker comparve come parte della linea dei fumetti DC sotto Tangent Comics in un proprio auto-conclusivo (Tangent Comics: The Joker n. 1 nel 1997 e Tangent Comics: The Joker's Wild! n. 1 nel 1998). Questo Joker aveva pochissime somiglianze con la sua interpretazione tradizionale e invece fu modellato su Duela Dent.

### Teen Titans
In Teen Titans Go!, il fumetto basato sulla serie animata, Kitten, la figlia di Killer Moth, si vendicò contro di lui per non averla portata in vacanza, nel n. 41. Commise dei crimini mascherata da Mad Maud, la figlia di Mad Mod; Joystick, la figlia di Control Freak; Marionette, la figlia di Puppet King; Pink X, la figlia di Red X, Gemini, la figlia di Madame Rouge; Mademoiselle Mallah, la figlia di Monsieur Mallah; Ravager, la figlia di Deathstroke; e Daughter Blood, la figlia di Brother Blood. Robin, esasperato dal cercare la connessione tra i criminali, mormoro che forse era solo la "figlia del Joker" che faceva uno scherzo.
Lo scrittore di Teen Titans Go!, J. Torres, confermò che i motivi di questo personaggio erano ispirati a quelli di Duela Dent. Torres disse, "Si, mi piace Duela Dent. Avete visto la storia breve in cui la feci comparire come protagonista in Teen Titans/Outsiders Secret Files 2005? Dopo di quello, me ne uscì con l'idea di una storia dove una misteriosa ragazza andava in giro per Jump City affermando di essere la figlia di diversi nemici dei Titans.

### Tiny Titans
Duela Dent comparve frequentemente nella serie Tiny Titans come la Figlia del Joker. Spesso si contrappose a Robin che in Tiny Titans n. 17 la informò che i pagliacci non erano ammessi alla sua festa di compleanno. In molte occasioni, invece, tentò di baciarlo. In Tiny Titans n. 25, brevemente (anche se accidentalmente), fu membro dei Sinestro Corps quando indossò un anello che Starfire acquistò da un banco dei pegni. Durante la miniserie Tiny Titans/Little Archie, lei e Little Archie furono scoperti nella Batcaverna da Batman. Duela gli disse che "stavano cercando Robbie". Batman, supponendo che Little Archie fosse figlio del Joker, chiamò il Joker e gli disse di venire a prendersi entrambi i bambini.

### Titans Tomorrow
Nella storia Titans Tomorrow (che si svolse in possibile futuro), Duela distrusse il Manicomio di Arkham e cercò di riconciliarsi con suo padre, che però la ignorava. In un impeto di rabbia uccise Batgirl (Cassandra Cain), Alfred Pennyworth e Bette Kane. Fu anche responsabile di aver fatto del male ai membri del GCPD, più nello specifico, a Crispus Allen. Di nuovo si fece chiamare la Figlia del Joker, e scambio denti finti e gli indovinelli con armi più pericolose. Batman IV, Tim Drake del futuro, le sparò uccidendola. Prima di morire, lasciò intendere che sapeva più su di lui quand'era più giovane.

### AME-COMI
Nella storia AME-COMI, un universo alternativo pubblicato da DC Comics nel 2013 dove tutti i super eroi e tutti i criminali sono adolescenti e controparti femminili gemelle delle loro versioni di Terra-Uno, Duela Dent comparve in questa continuità come Joker. Qui, era la figlia di Jack "Joker" Dent, un criminale paralizzato da uno sparo da Jim Gordon. Duela è la criminale più pericolosa di Gotham City e la nemica principale della Batgirl e del Robin (Carrie Kelley Gordon) di questa continuità.

### Flashpoint
Nella linea temporale alternativa di Flashpoint, Harvey Dent ebbe due gemelli che furono catturati dal Joker. Il Capo James Gordon localizzò il Joker con i figli di Dent alla Villa Wayne e ci si diresse senza rinforzi. Gordon fu ingannato, e per errore sparò alla figlia di Dent, legata a una sedia, imbavagliata, e travestita da Joker. Quindi, il Joker comparve e uccise Gordon prima dell'arrivo di Batman. Batman arrivò di corsa, riuscì a salvare la ragazza, e quindi spostò tutti lontano dal Joker.

### DC Bombshell
Nella continuità di DC Bombshell, la Figlia del Joker servì sotto il Terzo Reich durante la Seconda guerra mondiale e aiutò la causa nazista mantenendo esseri magici come Raven e Zatanna sotto il suo controllo. Alla fine fu fermata dai Bombshell - Raven, Zatanna e Miri Marvel.